# Vuyani Bungu
Vuyani Bungu (* 26. Februar 1967 in Mdantsane, Südafrika) ist ein ehemaliger südafrikanischer Boxer im Superbantamgewicht. Er wurde sowohl von Mzi Mnguni gemanagt als auch trainiert.

## Profi
Am 26. April im Jahre 1987 gab er erfolgreich sein Profidebüt. Am 20. August des Jahres 1994 wurde er Weltmeister der IBF, als er Kennedy McKinney durch einstimmige Punktentscheidung bezwang. Nach insgesamt 13 aufeinanderfolgenden Titelverteidigungen legte er im Jahre 1999 den Titel nieder, da er ins Federgewicht wechselte. Von Februar 2004 bis Juni 2005 war er Weltmeister der IBO im Federgewicht.
Im Jahre 2005 beendete er seine Karriere.